# Györki Imre
Györki Imre (Pusztakovácsi, Kürtöspuszta, 1886. február 26. – Budapest, 1958. április 25.) szociáldemokrata politikus, országgyűlési képviselő, ügyvéd.

## Élete
Grosz Jakab és Klein Hermina fia. Gimnáziumi és egyetemi tanulmányait Budapesten végezte. 1910-től Budapesten ügyvéd. Az első világháború előtt kapcsolódott be a szociáldemokrata mozgalomba. A magánalkalmazottak szervezője, a Munkásbiztosítási Alkalmazottak Országos Szövetségének egyik vezetője, a Munkásbiztosító Pénztár aligazgatója. Főmunkatársa volt a Munkásbiztosítási Tisztviselők Lapjának, a Munkaügyi Szemlének s szerkesztette a Munkásbiztosítást. Tanulmányai, cikkei a Népszaván és a Szocializmuson kívül a jogi szaklapokban jelentek meg.
1922-1939 között Debrecen nemzetgyűlési, illetve országgyűlési képviselője. Népszerű parlamenti beszédeit a nagy tárgyi szaktudás jellemezte. Az 1926-os országgyűlési választáson Debrecenben legyőzte Bethlen István miniszterelnököt. Az első volt azok között, akiket a nemzetgyűlés elnöke 1924 őszén, Eskütt Lajos panamaügyének tárgyalásakor karhatalommal távolíttatott el az ülésteremből.
Amikor 1925 októberében Rákosi Mátyást és társait letartóztatták, Györki interpellációt intézett az igazságügy-miniszterhez. Hangsúlyozta, hogy nem vállal semmiféle közösséget Rákosiékkal, undorodik a bolsevizmustól, de ugyanígy undorral van eltelve a Rákosiék ellen statáriális eljárást tervező kormányintézkedéssel szemben. Követelte, hogy miután perjogilag nem áll fenn a lázadás esete, az ügyet rendes, és ne a statáriális eljárás szabályai szerint bonyolítsák le. Ami meg is történt. Rákosi valószínűleg neki köszönhette, hogy nem akasztották fel, és ezt soha nem bocsátotta meg neki.
1935-1939 között a Magyarországi Szociáldemokrata Párt vezetőségi tagja volt, a zsidótörvények miatt az aktív politikától visszavonult. 1944. március 19. után a Gestapo letartóztatta és Peyer Károllyal együtt Mauthausenbe deportálták.
1945 után rövid ideig az Országos Társadalombiztosító Intézet (OTI) vezérigazgatója, a Magyarországi Szociáldemokrata Párt (SZDP) vezetőségi tagja volt. 1946 novemberében ő fogalmazta meg az SZDP vezetésének címzett, de rögtön az angol és amerikai követségre is eljuttatott Peyer-féle memorandumot. Rajta kívül Valentiny Ágoston, Brumiller László, Pozsgai Gyula és Müller Márton írta alá. A „jobboldali szocdemek” lényegében a kommunistákkal folytatott addigi együttműködést támadták, és felvették egy új összetételű, a Magyar Kommunista Párt nélkül megalakuló koalíció lehetőségét arra az időre, amikor a megszálló szovjet csapatok elhagyják az országot. 1946 decemberében tagja lett a Szocialista Jogászok Szövetségének. Szembeszállt a többpárti demokrácia felszámolására törekvő kommunistákkal és 1947-ben Peyer Károllyal együtt a Radikális Párt színeiben indult a választásokon. Meg is választották őket, de a mandátumukat már nem vehették át. A hatalom a pártot szétverte és betiltotta.
1950-ben, a Kálmán József és 21 társa ellen lefolyt koncepciós perben Rákosi egykori megmentőjét koholt vádak alapján (háborús bűntett, a népi demokratikus államrend megdöntésére irányuló szervezkedés, hűtlenség) életfogytiglani szabadságvesztésre és teljes vagyonelkobzásra ítélték. Az eljárás során a kihallgatók rendszeresen ütlegelték, fizikai és pszichikai kényszert alkalmaztak, megtanultatták a vádlottakkal "beismerő vallomásukat" és a tárgyalásra is velük mentek.
1956 februárjában, az ítélet fenntartása mellett "kegyelemből" kiengedték a börtönből. A megtört, súlyosan beteg ember még két évet élt teljes visszavonultságban, de családjának sem beszélt az átélt szörnyűségekről. 1962-ben az ügyészség perújítási indítványa alapján, nem bűntett, hanem bizonyítékok hiányában felmentették. Halálának 50. évfordulóján emléktáblát állítottak neki egykori lakóháza, a Budapest Lipótváros, Honvéd utca 16. számú ház falán.

## Magánélete
Felesége Tolnai Gizella (1900–1984) volt, Tolnai Izidor és Schrecker Anna lánya, akit 1927. február 15-én Budapesten vett nőül.